# Amblyeleotris biguttata
Amblyeleotris biguttata là một loài cá biển thuộc chi Amblyeleotris trong họ Cá bống trắng. Loài cá này được mô tả lần đầu tiên vào năm 2004.

## Từ nguyên
Từ định danh biguttata được ghép bởi hai âm tiết trong tiếng Latinh: bi ("hai") và guttata ("đốm"), hàm ý đề cập đến hai đốm đen nổi bật trên cằm của loài cá này.

## Phân bố
A. biguttata hiện chỉ được biết đến ở quần đảo Solomon và Nouvelle-Calédonie, được tìm thấy trên nền cát độ sâu khoảng 11–50 m.

## Mô tả
Chiều dài cơ thể lớn nhất được ghi nhận ở A. biguttata là 10,4 cm. Loài này có màu trắng xám, hơi nâu ở lưng. Thân có 3 sọc khoanh nâu, sọc thứ tư từ gáy xiên xuống nắp mang. Khoảng trắng giuẫ các sọc nâu có các chấm nâu nhỏ. Một cặp đốm đen nổi bật ở cằm. Vây lưng màu xám phớt vàng, vây trước có các đốm nhỏ màu xanh lam nhạt, chóp gai màu cam; vây sau có sọc vàng sát rìa với nhiều đốm xanh, chóp tia màu cam.
Số gai vây lưng: 7; Số tia vây lưng: 13; Số gai vây hậu môn: 1; Số tia vây hậu môn: 13; Số gai vây bụng: 1; Số tia vây bụng: 5; Số tia vây ngực: 19.

## Sinh thái
A. biguttata sống cộng sinh với tôm gõ mõ Alpheus.